# Progarypus peruanus
 Progarypus peruanus es una especie de arácnido del orden Pseudoscorpionida de la familia Olpiidae.

## Distribución geográfica
Se encuentra en Perú.